# Пагано, Риккардо
Риккардо Пагано (итал. Riccardo Pagano; родился 28 ноября 2004, Тиволи) — итальянский футболист, полузащитник клуба итальянской Серии A «Рома».

## Клубная карьера
Уроженец Тиволи, Пагано начал играть в футбол в клубе «Вилланова». В возрасте девяти лет перешёл в футбольную академию «Ромы».
20 августа 2023 года дебютировал в основном составе «Ромы», выйдя на замену в матче Серии A против «Салернитаны».

## Карьера в сборной
Выступал за сборные Италии до 15, до 16, до 18 и до 19 лет.